# The Chronicles of Life and Death
The Chronicles of Life and Death é o terceiro álbum de estúdio da banda Good Charlotte, lançado em 5 de outubro de 2004, pela Epic Records e Daylight Records. O álbum foi lançado em duas versões: "Life" e "Death", cada uma contendo uma capa diferente, e duas músicas bónus.
O disco vendeu 199 mil cópias na primeira semana, e estreou em terceiro lugar na Billboard 200 nos EUA, a maior estreia da banda nas parada. Acabou sendo certificado como platina e, em fevereiro de 200, as vendas chegaram a 1,1 milhão de cópias. O álbum também alcançou a posição número um na Austrália, e o top 10 no Canadá, Japão e Reino Unido.

## Faixas

### The Chronicles of Life and Death (Death Art Version)
1. "Once Upon A Time: The Battle Of Life And Death"  – 2:24
2. "The Chronicles Of Life And Death"  – 3:03
3. "Walk Away (Maybe)"  – 3:20
4. "S.O.S."  – 3:42
5. "I Just Wanna Live"  – 2:46
6. "Ghost Of You"  – 4:50
7. "Predictable"  – 3:11
8. "Secrets"  – 3:53
9. "The Truth"  – 3:56
10. "The World Is Black"  – 3:06
11. "Mountain"  – 4:33
12. "We Believe"  – 3:51
13. "It Wasn't Enough"  – 3:24
14. "In This World (Murder)"  – 5:27

Faixas Bônus
- "Meet My Maker"  – 3:41 (Bonus Track)
- "Wounded" - 3:10 (Hidden Track)

### The Chronicles of Life and Death (Life Art Version)
1. "Once Upon A Time: The Battle Of Life And Death"  – 2:24
2. "The Chronicles Of Life And Death"  – 3:03
3. "Walk Away (Maybe)"  – 3:20
4. "S.O.S."  – 3:42
5. "I Just Wanna Live"  – 2:46
6. "Ghost Of You"  – 4:50
7. "Predictable"  – 3:11
8. "Secrets"  – 3:53
9. "The Truth"  – 3:56
10. "The World Is Black"  – 3:06
11. "Mountain"  – 4:33
12. "We Believe"  – 3:51
13. "It Wasn't Enough"  – 3:24
14. "In This World (Murder)"  – 5:27

Faixas Bônus
- "Falling Away"  – 3:05 (Bônus)
- "Wounded"  – 3:10 (faixa escondida)

## Paradas
| Parada (2004)       | Posição |
| ------------------- | ------- |
| Billboard 200       | 3       |
| Top Canadian Albums | 2       |
| Top Internet Albums | 3       |

## Certificações
| País                   | Vendas    | Certificação |
| ---------------------- | --------- | ------------ |
| Austrália - ARIA       | 70,000    | Platina      |
| Áustria - IFPI Áustria | 15,000    | Ouro         |
| Alemanha - BVMI        | 100,000   | Ouro         |
| Reino Unido - BPI      | 100,000   | Ouro         |
| Estados Unidos - RIAA  | 1,000,000 | Platina      |